# Jack Vasconcelos
Jack Vasconcelos (Rio de Janeiro, 10 de Maio de 1977) é um carnavalesco brasileiro, com diversas passagens no Carnaval Carioca, além de atuar em outros carnavais do Brasil, como Brasília.

## Carreira
Jack Vasconcellos enquanto fazia o curso de Belas Artes da UFRJ, estagiou em diversas escolas do Grupo Especial em meados dos anos 2000. mas passou a atuar como assistente de Chico Spinoza, atuando na confecção de fantasias e Cahê Rodrigues, respectivamente na Santa Cruz e Caprichosos. onde desenhava os carros e participava do processo de pesquisa de enredo. mas seu primeiro desfile como carnavalesco principal foi em 2004 na Império da Tijuca, quando a escola ainda estava no antigo Grupo de acesso B e no ano seguinte, retornou para Santa Cruz onde pertenceu a Comissão de carnaval. em 2006 teve sua primeira passagem pela União da Ilha e continuou na agremiação insulana no ano de 2007, aonde fez sua estreia como carnavalesco no Grupo Especial, pelo Império Serrano, onde não foi muito feliz, ao ser rebaixado para o Grupo de acesso A e nos anos seguintes, permaneceu na União da Ilha, com um 5º lugar, na reedição É hoje o dia e em 2009 faturando o título do Grupo de acesso e consequentemente o retorno da escola ao Grupo Especial. retornou novamente para a Império da Tijuca e assumiu o comando do carnaval da Viradouro, no qual obteve o vice-campeonato em 2011 e no ano de 2012, desenvolveu o carnaval do Paraíso do Tuiuti.
Quando tudo ia dizer que permaneceria na Tuiuti, acertou para fazer o carnaval da Estácio de Sá no qual esteve por dois anos, incluindo mais um vice-campeonato em 2014. e depois decidiu não renovar com a Estácio e acertar seu retorno como carnavalesco da Paraíso do Tuiuti e dividiu com a Acadêmicos da Asa Norte, pelo qual conquistou mais um campeonato para agremiação candanga
No Carnaval de 2015, permaneceu na Paraíso do Tuiuti e Asa Norte. embora na escola de Brasília, desfilou como hour concurs e nesse mesmo ano, desenvolveu o carnaval da Unidos do Cabuçu. em 2016, retorna pela segunda vez, como carnavalesco da União da Ilha, dividindo com Paulo Menezes, com quem já o fez na mesma agremiação em 2007 e apesar de retornar ao Grupo Especial, continua desenvolvendo o carnaval da Paraíso do Tuiuti.
No Carnaval de 2018, foi carnavalesco do carnaval da Paraíso do Tuiuti com o enredo "Meu Deus, Meu Deus, Está Extinta a Escravidão?", um enredo carregado de conceitos históricos do processo de escravidão no Brasil, destacando a Abolição da Escravatura e com críticas árduas ao Governo do Presidente Michel Temer por conta da Reforma da Previdência. Nesse mesmo ano a Escola de Samba Paraíso do Tuiti foi Vice-Campeã do Carnaval, sendo o seu melhor desempenho no Grupo Especial.
Em 2020, assinou o enredo em homenagem a Elza Soares na Mocidade Independente de Padre Miguel. A escola terminou em terceiro lugar. Para 2021, Jack foi anunciado como carnavalesco da Unidos da Tijuca, usando a lenda do Guaraná como mote central para o enredo "Waranã - A Reexistência vermelha". Fez um desfile elogiado e pegou a todos de surpresa, muito por conta das críticas do pré-carnaval. A escola chegou a ser apontada como uma das favoritas a voltar no Desfile das Campeãs, mas o júri se mostrou alheio aos elogios, o que acabou dando à Tijuca um indigesto 9º lugar.
Se manteve na escola do Borel para 2023, desta vez contando com a Baía de Todos os Santos como enredo. Novamente, Jack e seu trabalho foram colocados à prova por conta dos críticos e do burburinho sobre a deficiência financeira da agremiação. O desfile acabou sendo modesto e apenas a comissão de frente chamou a atenção total do público e especializados. Obteve mais uma vez o 9º lugar. No dia 27 de fevereiro, a escola anunciou a saída do carnavalesco.

## Carnavais
Abaixo, a lista de desfiles assinados por Jack Vasconcelos.
| Ano  | Escola                  | Colocação              | Divisão        | Enredo                                                                                                 | Ref.   |
| ---- | ----------------------- | ---------------------- | -------------- | --- | ------ |
| 2004 | Império da Tijuca       | 3.º lugar              | Grupo B        | A Império da Tijuca é Doce, Mas Não é Mole Não!                                                        |        |
| 2005 | Santa Cruz              | 4.º lugar              | Grupo A        | Rio - conquistas e glórias de uma cidade de histórias                                                  |        |
| 2006 | União da Ilha           | 3.º lugar              | Grupo A        | Das Minas Del Rei São João                                                                             |        |
| 2007 | Império Serrano         | 12.º lugar (Rebaixado) | Especial       | Ser Diferente é Normal - O Império Serrano Faz a Diferença no Carnaval                                 |        |
| 2007 | União da Ilha           | 4.º lugar              | Grupo A        | Ripa na Tulipa, Ilha!                                                                                  |        |
| 2008 | União da Ilha           | 5.º lugar              | Grupo A        | É hoje o dia                                                                                           |        |
| 2009 | União da Ilha           | Campeã                 | Grupo A        | Viajar é Preciso - Viagens extraordinárias através de Mundos conhecidos e desconhecidos                |        |
| 2010 | Império da Tijuca       | 5.º lugar              | Grupo A        | Suprema Jinga - Senhora do trono Brazngola                                                             |        |
| 2011 | Unidos do Viradouro     | Vice-campeã            | Grupo A        | Quem Sou Eu Sem Você?                                                                                  |        |
| 2012 | Paraíso do Tuiuti       | 9.º lugar              | Grupo A        | Clara Nunes - A Tal Mineira                                                                            |        |
| 2013 | Estácio de Sá           | 4.º lugar              | Série A        | Rildo Hora: A ópera de um menino... No toque do realejo rege o seu destino!                            |        |
| 2014 | Acadêmicos da Asa Norte | Campeã                 | Especial (BRA) | Asa Norte traz da Bahia a Tenda dos Milagres                                                           |        |
| 2014 | Estácio de Sá           | Vice-campeã            | Série A        | Um Rio, a beira mar vento do passado em direção ao futuro                                              |        |
| 2015 | Acadêmicos da Asa Norte | Hors concours          | Especial (BRA) | De bar em bar, De festa em festa vou cervejear, num gole faço um carnaval                              |        |
| 2015 | Paraíso do Tuiuti       | 5.º lugar              | Série A        | Curumim chama Cunhantã que eu vou contar…                                                              |        |
| 2015 | Unidos do Cabuçu        | 12.º lugar             | Série B        | Nossa Senhora Aparecida - O Milagre                                                                    |        |
| 2016 | União da Ilha           | 11.º lugar             | Especial       | Olímpico por natureza. Todo mundo se encontra no Rio                                                   |        |
| 2016 | Paraíso do Tuiuti       | Campeã                 | Série A        | A Farra do Boi                                                                                         |        |
| 2017 | Paraíso do Tuiuti       | 12.º lugar             | Especial       | Carnavaleidoscópio Tropifágico                                                                         |        |
| 2018 | Paraíso do Tuiuti       | Vice-campeã            | Especial       | Meu Deus, Meu Deus, Está Extinta a Escravidão?                                                         |        |
| 2019 | Paraíso do Tuiuti       | 8.º lugar              | Especial       | O Salvador da Pátria                                                                                   |        |
| 2020 | Mocidade                | 3.º Lugar              | Especial       | Elza Deusa Soares                                                                                      |        |
| 2022 | Unidos da Tijuca        | 9.º Lugar              | Especial       | Waranã - A Reexistência vermelha                                                                       |        |
| 2023 | Unidos da Tijuca        | 9.° lugar              | Especial       | É onda que vai... É onda que vem... Serei a Baía de Todos os Santos a se mirar no samba da minha terra |        |
| 2024 | Paraíso do Tuiuti       | 9.º Lugar              | Especial       | Glória ao Almirante Negro!                                                                             |        |
| 2025 | Paraíso do Tuiuti       | 10.º Lugar             | Especial       | Quem tem medo de Xica Manicongo?                                                                       | [ 13 ] |
| 2026 | Paraíso do Tuiuti       |                        | Especial       | Lonã Ifá Lucumí                                                                                        | [ 14 ] |

## Títulos e estatísticas
| Divisão          | Campeonato | Ano                                  | Vice | Ano                               | Terceiro lugar | Ano                  |
| ---------------- | ---------- | ------------------------------------ | ---- | --------------------------------- | -------------- | -------------------- |
| Primeira divisão | 0          | -                                    | 1    | 2018 (Tuiuti)                     | 1              | 2020 (Mocidade)      |
| Segunda divisão  | 2          | 2009 (União da Ilha) e 2016 (Tuiuti) | 2    | 2011 (Viradouro) e 2014 (Estácio) | 1              | 2006 (União da Ilha) |

## Premiações
Abaixo, a lista de prêmios recebidos por Jack em sua carreira no carnaval.
- Estandarte de Ouro

1. 2019 - Melhor enredo (Tuiuti - "O Salvador da Pátria") [15]

- Estrela do Carnaval

1. 2015 - Melhor conjunto de alegorias e fantasias (Tuiuti) [16]
2. 2018 - Melhor carnavalesco (Tuiuti) [17]
3. 2018 - Melhor enredo (Tuiuti - "Meu Deus, Meu Deus, Está Extinta a Escravidão?") [17]
4. 2025 - Melhor enredo (Tuiuti - "Quem Tem Medo de Xica Manicongo?") [18]

- Plumas & Paetês Cultural

1. 2010 - Melhor figurinista (Império da Tijuca) [19]
2. 2010 - Melhor historiador/pesquisador (Império da Tijuca) [19]
3. 2013 - Melhor desenhista (Estácio) [20]
4. 2014 - Melhor figurinista (Estácio) [21]
5. 2015 - Melhor desenhista (Tuiuti) [22]
6. 2015 - Melhor pesquisador (Tuiuti) [22]
7. 2016 - Melhor desenhista (Tuiuti) [23]
8. 2016 - Melhor figurinista (Tuiuti) [24]
9. 2016 - Melhor pesquisador (Tuiuti) [24]
10. 2017 - Melhor pesquisador (Tuiuti) [25]
11. 2018 - Melhor carnavalesco (Tuiuti) [26]
12. 2018 - Melhor pesquisador (Tuiuti) [26]
13. 2025 - Melhor carnavalesco (Tuiuti) [27]

- Prêmio 100% Carnaval

1. 2020 - Melhor carnavalesco (Mocidade) [28]
2. 2025 - Melhor enredo (Tuiuti - "Quem Tem Medo de Xica Manicongo?") [29]

- Melhores do Carnaval

1. 2025 - Melhor enredo (Tuiuti - "Quem Tem Medo de Xica Manicongo?") [30]

- Prêmio SRzd

1. 2018 - Melhor carnavalesco (Tuiuti) [31]
2. 2019 - Melhor enredo (Tuiuti - "O Salvador da Pátria") [32]

- Resenha dos Sambistas

1. 2025 - Melhor enredo (Tuiuti - "Quem Tem Medo de Xica Manicongo?") [33]

- S@mba-Net

1. 2006 - Melhor conjunto de alegorias (União da Ilha) [34]
2. 2006 - Melhor conjunto de fantasias (União da Ilha) [35]
3. 2014 - Melhor conjunto de fantasias (Estácio) [36]
4. 2016 - Melhor conjunto de fantasias (Tuiuti) [37]
5. 2016 - Melhor conjunto de alegorias (Tuiuti) [38]
6. 2017 - Melhor enredo (Tuiuti - "Carnavaleidoscópio Tropifágico") [39]
7. 2018 - Melhor enredo (Tuiuti - "Meu Deus, Meu Deus, Está Extinta a Escravidão?") [40]
8. 2019 - Melhor enredo (Tuiuti - "O Salvador da Pátria") [41]

- Tamborim de Ouro

1. Beleza de mensagem (Enredo do Império Serrano: "Ser Diferente é Normal - O Império Serrano Faz a Diferença no Carnaval") [42]

- Troféu Sambista

1. 2018 - Melhor enredo (Tuiuti - "Meu Deus, Meu Deus, Está Extinta a Escravidão?") [43]

- Troféu Vai Dar Samba

1. 2018 - Destaque do ano (como carnavalesco do Tuiuti) [44]